# Asłangeri Masajew
Asłangeri Jachjajewicz Masajew (ros. Аслангери Яхьяевич Масаев, ur. 5 maja 1920 we wsi Lesken Wtoroj w rejonie urwańskim (według innych danych we wsi Jerokko w rejonie leskeńskim) obecnie w Kabardo-Bałkarii, zm. 21 stycznia 1945 w Piotrkowie Kujawskim) – radziecki porucznik uhonorowany pośmiertnie tytułem Bohatera Związku Radzieckiego (1945).

## Życiorys
Urodził się w kabardyjskiej rodzinie chłopskiej. Skończył szkołę we wsi Jerokko, a w 1938 szkołę pedagogiczną w Nalczyku, później pracował jako nauczyciel historii w szkole we wsi Jerokko. W 1942 został powołany do Armii Czerwonej i w lipcu 1942 skierowany na Front Zakaukaski. Brał udział w obronie Kaukazu, był ciężko ranny. Po wyjściu ze szpitala skierowano go do charkowskiej szkoły wojsk pancernych, którą ukończył w 1943, później od lipca 1944 walczył na 1 Froncie Białoruskim w składzie 50 Gwardyjskiej Dywizji Pancernej 3 Korpusu/9 Gwardyjskiego Korpusu Pancernego 2 Gwardyjskiej Armii Pancernej. Od 18 lipca do 2 sierpnia 1944 brał udział w operacji brzesko-lubelskiej, w tym w walkach o Łuck, Lublin (m.in. o obóz na Majdanku) i Puławy, później w walkach o Radzymin. Jako dowódca plutonu czołgów 1 batalionu czołgów 50 Gwardyjskiej Dywizji Pancernej szczególnie zasłużył się podczas operacji warszawsko-poznańskiej na terytorium Polski w styczniu 1945. Dowodząc plutonem zadał Niemcom duże straty w ludziach i sprzęcie, m.in. w walkach o Grójec, Mszczonów, Żyrardów, Sochaczew, Gostynin, Brześć Kujawski i Służewo. Zginął w walkach o Piotrków Kujawski. Jego imieniem nazwano ulice w Nalczyku i Nartkale oraz szkoły średnie we wsiach Lesken Wtoroj i Jerokko.

## Odznaczenia
- Złota Gwiazda Bohatera Związku Radzieckiego (pośmiertnie, 27 lutego 1945)
- Order Lenina (pośmiertnie, 27 lutego 1945)
- Order Czerwonej Gwiazdy (13 września 1944)

I medal.